# Vicente López Rosat
Vicente López Rosat (Valencia, 28 de abril de 1925 - íd., 10 de noviembre de 2003) fue un médico y político español, que desempeñó la alcaldía de Valencia desde 1969 a 1973. 
Se especializó en neuropsiquiatría. Fue miembro de la Sociedad Española de Neuropsiquiatría, director del sanatorio psiquiátrico Padre Jofré de Valencia y jefe de servicio de psiquiatría de la Diputación de Valencia.
Adepto a Falange Española, con 17 años se alistó en la División Azul, y cuando volvió llegó a ser jefe del Sindicato Español Universitario (SEU) y jefe local del Movimiento Nacional. Durante unos años fue regidor de educación del Ayuntamiento. Fue nombrado alcalde de Valencia entre septiembre de 1969 y noviembre de 1973, y procurador en Cortes Españolas entre abril de 1970 y noviembre de 1973.
Durante su mandato se inauguró, el 22 de diciembre de 1969, el nuevo cauce del Turia, se urbanizó la devesa del Saler y se expropiaron las tierras para construir la Universidad Politécnica de Valencia. 
En la década de 1960 enseñó la asignatura de Psiquiatría a varias promociones de Profesores de Pedagogía Terapéutica (EE) en la Escuela Normal del Magisterio de la Universidad de Valencia.
Fue nombrado Hijo adoptivo de Gestalgar, municipio que le honró dedicando el nombre de López Rosat a una de sus calles.
Hubo un colegio en la ciudad de Valencia con su nombre, que ahora se llama CEIP 8 de Març. 
En el Parque de los Viveros de Valencia una rosaleda también llevaba su nombre hasta que cambió recientemente.